# 김정현 (1988년)
김정현(한국 한자: 金正炫, 1988년 5월 16일 ~ )은 대한민국의 축구 선수로서 포지션은 공격수이다.